# Pirates 4D
Pirates 4D, auch Pirates: 3D Show genannt, ist ein US-amerikanischer 3D-Film aus dem Jahr 1999. Der Kurzfilm wurde für Freizeitparks konzipiert und von der Busch Entertainment Corporation produziert. Den Vertrieb übernahm Iwerks Entertainment. Regie führte Keith Melton. Der Film wurde zunächst in SeaWorld Ohio uraufgeführt. 
In Deutschland wurde der Film 26 Jahre lang im „Schauspielhaus“ der Themenwelt Berlin im Phantasialand gezeigt.

## Handlung
Schiffsjunge Davey wurde von Captain Lucky verraten und auf Pirate Island ausgesetzt, wo der Captain seinen Schatz versteckt hat. Doch er entkam der Falle und überlebte. Zusammen mit seinem Affen Chester hat er die ganze Insel mit Fallen versehen und wartet auf die Rückkehr des Captains. Als dieser schließlich mit seinem französischen Adjutanten Pierre sowie dem Rest seiner Crew erscheint, um diese ebenfalls in die Falle zu locken, scheint seine Rache zu gelingen. Ein Pirat nach dem anderen wird mit den raffinierten Fallen ausgeschaltet, unter anderem durch Bienen und einen Kaktus. Nur der Captain und Pierre schaffen es zur Schatzkammer. Dort finden sie die sterblichen Überreste von Luckys alter Crew und Pierre wird so langsam klar, dass auch er hier enden soll. Lucky schaltet ihn aus und greift sich seinen Schatz, der Daveys letzte Falle beherbergt. Der Captain wird in Ketten gelegt und nach draußen gezerrt.
Dort haben die Piraten in der Zwischenzeit Davey entdeckt und wollen sich auf ihn stürzen. Da erreicht Pierre die Szenerie mit den Skeletten der alten Crew. Lucky hat sich in der Zwischenzeit von seinen Fesseln befreit und duelliert sich nun mit Davey. Es gelingt ihm den Jungen zu entwaffnen, doch die Crew schickt am Ende Lucky über die Planke und ernennt Davey zum neuen Kapitän. Die letzte Szene zeigt Lucky, wie er wieder auftaucht, Wasser ausspuckt und seine Rache ankündigt.

## 4D-Effekte
Der Film ist im 3D-Polarisationsverfahren gedreht, so dass zum Anschauen spezielle 3D-Brillen benötigt werden. Je nach Aufführungsort erfahren die Zuschauer zusätzlich zum optischen 3D-Effekt physische, sogenannte 4D-Effekte. Diese können umfassen:
- Kinoeffekte: Nassspritzen, Luftstöße
- präparierter Kinosessel: Geräusche, Rütteln, Stoß

Je nach Bauart des Kinos sind diese unterschiedlich, jedoch an den Momenten des Films orientiert. Ein bekannter Effekt ist bei der letzten Szene, wenn Lucky das Wasser ausspuckt. Hier wird Wasser aus einer Spritzpistole geschossen, so dass der Effekt entsteht, Lucky würde auf das Publikum prusten.

## Produktion
Es handelt sich nach Haunts of the Old Century (1993) um den zweiten Film von Iwerks Entertainment. Wie schon bei ihrem Erstlingswerk verpflichteten sie Keith Melton für die Regie. Das Drehbuch stammte von ex-Monty-Python-Mitglied Eric Idle. Als Star des Films trat Leslie Nielsen auf. Daneben trat Rodney Dangerfield in einem Cameo auf. Das Drehbuch wurde als eine Mischung aus Kevin – Allein zu Haus und einem Piratenfilm vermarktet. Der Film wurde als Slapstick-Komödie gedreht.
Die Dreharbeiten fanden in Puerto Rico, auf den Virgin Islands und auf Santa Lucia statt. Für den Film wurde das Segelschiff „The Rose“ verwendet, das in Santa Lucia vor Anker ging. Das Schiff wurde auch später für den Film Master & Commander – Bis ans Ende der Welt verwendet. Der Film wurde auf dualem 5/70-mm-Film gedreht, was eine Spezialkamera mit Dolly erforderte. Die Kamera wurde von Männern der The Paradise FX Company installiert und bedient.

## Veranstaltungsorte
Die Uraufführung fand 1999 in der SeaWorld Ohio statt. Zunächst wurde der Film exklusiv dort und in den beiden Parks Busch Gardens Williamsburg und Busch Gardens Tampa Bayder Busch Entertainment Corporation gezeigt. In den Vereinigten Staaten folgten SeaWorld San Diego, SeaWorld San Antonio, im Six Flags New Orleans sowie im Luxor Casino in Las Vegas. Erste europäische Aufführung war im Thorpe Park in England. In Deutschland wurde der Film im Phantasialand in Brühl in leicht geschnittener Fassung (ohne das Cameo von Rodney Dangerfield) bis 2025 gezeigt und wurde auch im Hansa-Park in Sierksdorf aufgeführt.